# Manuel Ostwald
Manuel Ostwald (* 24. Juni 1993 in Hamburg) ist ein deutscher Drehbuchautor und Dramatiker.

## Leben und Arbeit
Manuel Ostwald wurde 1993 in Hamburg geboren und wuchs in Henstedt-Ulzburg auf. Nach seinem Abitur studierte er zunächst Deutsche Sprache und Literatur an der Universität Hamburg und ab 2015 Drehbuch an der Filmakademie Baden-Württemberg. In dieser Zeit verbrachte er ein Auslandssemester an der Pariser Filmhochschule La Fémis und absolvierte das Stipendium der Akademie für Kindermedien. Zudem arbeitete er in seiner Studienzeit als Autor an dem Computerspiel A Juggler’s Tale mit. Im Jahr 2020 schloss er sein Drehbuchstudium mit dem Diplom ab. Für sein erstes Kindertheaterstück „Die Blauen Engel“ wurde er mit dem Berliner Kindertheaterpreis 2021 ausgezeichnet, der mit einer Uraufführung des Stücks im darauffolgenden Jahr am GRIPS Theater in Berlin verbunden war. Der Animationsfilm „Die allerlangweiligste Oma auf der ganzen Welt“, für den er das Drehbuch schrieb, feierte Premiere auf der Berlinale 2022 in der Sektion Generation. Auf dem Goldenen Spatz in Erfurt wurde der Film mit dem MDR Rundfunkrat Kindermedienpreis für das beste Drehbuch ausgezeichnet und erhielt eine Nominierung für einen Annie Award in der Kategorie "Best Student Film". Ausgestrahlt wurde der Kurzfilm im Rahmen der Kindersendung "Rudis Rabenteuer" im KiKA und im ZDF. Sein erster Spielfilm, der komödiantische Episodenfilm „Balconies“, feierte Weltpremiere auf dem 30. Filmfest Hamburg.

## Filmographie (Auswahl)
- 2017: Lule Liebe Lila (Kurzfilm – Drehbuch)
- 2017: The Ballad of Ralf and Heike (Kurzfilm – Regie und Drehbuch)
- 2018: Golden Girl (Kurzfilm – Drehbuch)
- 2019: Schenk mir ein Lächeln (Kurzfilm – Drehbuch)
- 2022: Die allerlangweiligste Oma auf der ganzen Welt (Animationskurzfilm – Drehbuch)
- 2022: Balconies (Spielfilm – Drehbuch)

## Kindertheaterstücke
- 2022: Die Blauen Engel (Uraufführung am 24. Oktober 2022 am GRIPS Theater)[12]

## Auszeichnungen
- 2021: Berliner Kindertheaterpreis (Stück: Die Blauen Engel)[13]
- 2022: MDR Rundfunkrat Kindermedienpreis für „Bestes Drehbuch“ (Film: Die allerlangweiligste Oma auf der ganzen Welt)[14][15]